# Meena Ganesh
Pour les articles homonymes, voir Ganesh (homonymie).
Meena Ganesh, née en 1963 à Chennai (Madras), est une femme d’affaires indienne et une cheffe d'entreprise. Elle est directrice générale de Portea Medical, un prestataire de services de soins à domicile en Inde. C’est son troisième projet entrepreneurial, mené avec son mari Krishnan Ganesh, dans un pays devenu un des moteurs de la croissance mondiale. Auparavant, Ganesh Meena a acquis une expérience de 15 ans  dans des sociétés informatiques, en s'imposant comme femme parmi les équipes dirigeantes de ces sociétés,.

## Biographie
Meena Ganesh est née en 1963 à Chennai dans une famille tamoule brahmane assez conservatrice. Elle s’oriente tout d’abord dans des études scientifiques, en physique à l'université de Madras, puis, sur une suggestion de son frère, elle complète son cursus d’un MBA à l'Institut indien de management de Calcutta, où elle rencontre son futur mari, Krishan Ganesh. Elle commence sa carrière dans une compagnie indienne, NIIT (National Institute of Information Technology), une start-up dans les technologies de l’information en plein développement sur le continent.
Elle quitte ce premier employeur pour un parcours professionnel au sein de PricewaterhouseCoopers puis de Microsoft. En 2000, elle est cofondatrice de Customer Asset, un centre d'appel et une société spécialisée sur l’externalisation de services (Business Process Outsourcing), dans le domaine de la relation clientèle, avec comme partenaires financiers Softbank Capital  (société de capital risque) et News Corporation. « Le premier employé a été auditionné dans notre appartement avec un bébé pleurant dans la pièce à côté », précise-elle au quotidien économique Business Standard,. Ils créent un site web et une messagerie électronique pour leur premier client indien, Fabmart. Le premier client étranger est une banque britannique. Ensuite l'entreprise grandit très vite. Customer Asset a été rachetée par le groupe bancaire indien ICICI Bank en 2002, pour 22 millions de dollars, et rebaptisé Firstsource,,.
Meena Ganesh rejoint alors le groupe de distribution international Tesco. En tant que directrice générale des opérations en Inde, elle crée une plateforme back office pour cette entreprise en Inde ainsi qu’un système d’informations. Elle reste cinq ans en fonction chez Tesco.
Meena Ganesh quitte Tesco pour rejoindre TutorVista, une entreprise d’enseignement en ligne fondée par son mari, Krishnan Ganesh. Depuis, en 2011, TutorVista a été cédé au groupe britannique Pearson.
En juillet 2013, Meena et Krishnan Ganesh acquièrent une nouvelle entreprise Portea Medical, une entreprise de soins de santé à domicile basé à New Delhi, dont Meena Ganesh prend la direction.

## Videos
- (en) Stéphanie Antoine, « Meena Ganesh, CEO and Managing Director, Portea Medical », sur France 24.